# Le Noyer-en-Ouche
Le Noyer-en-Ouche település Franciaországban, Eure megyében. Lakosainak száma 206 fő (2022. január 1.). Le Noyer-en-Ouche Mesnil-en-Ouche, Beaumont-le-Roger, Grosley-sur-Risle és La Houssaye községekkel határos.

## Népesség
A település népességének változása:
| Lakosok száma | 232  | 147  | 177  | 187  | 226  | 226  | 228  | 230  | 231  | 206  |
|               | 1968 | 1982 | 1990 | 2006 | 2013 | 2015 | 2017 | 2019 | 2020 | 2022 |